# جردی کالافات
جردی کالافات (اسپانیایی: Jordi Calafat‎؛ زادهٔ ۲۷ ژوئن ۱۹۶۸) قایقران قایق بادبانی اهل اسپانیا است.